# Virginia
Statul Virginia, conform originalului din engleză [The] Commonwealth of Virginia (numit astfel după regina Elisabeta I, care a fost cunoscută sub numele de „Regina virgină”, Virgin Queen), este unul din cele 13 state originare ale Statelor Unite ale Americii care s-au revoltat în anii 1775 și 1776 contra regimului britanic. 
Virginia se găsește în zona cunoscută drept „Sudul Statelor Unite” (conform Southern United States), deși este uneori inclusă și în rândul statelor care formează zona Mid-Atlantic. Este unul din cele patru state ale Statelor Unite care utilizează denumirea de Commonwealth. Virginia a fost prima zonă a Americii de Nord care a fost permanent colonizată de Anglia.
Statul Virginia mai este cunoscut și sub denumirea de alint de „Mamă a Președinților” (conform originalului din limba engleză Mother of Presidents), întrucât este locul de naștere a 8 președinți ai Statelor Unite: George Washington, Thomas Jefferson, James Madison, James Monroe, William Henry Harrison, John Tyler, Zachary Taylor și Woodrow Wilson, mai mulți decât în oricare din celelalte 49 de state. Virginia mai este de asemenea cunoscută și sub numele de „Mamă a Statelor”, întrucât porțiuni ale coloniei originale, numită Colony and Dominion of Virginia, au stat la baza formării altor state ale Statelor Unite: Virginia de Vest, Kentucky, împreună cu porțiuni din statele Ohio și Indiana.

## Geografie
Vecini: Carolina de Nord (sud), Tennessee (sud-vest), Kentucky (vest), Virginia de Vest (nord-vest), și Maryland (nord)

## Demografie

### 2010
Populația totală a statului în 2010: 8.001.024
Structura rasială în conformitate cu recensământul din 2010:
- 68,6 % albi (5.486.852)
- 19,4 % negri (1.551.399)
- 0,4 % americani nativi (29.225)
- 5,5 % asiatici (439.890)
- 0,1 % hawaieni nativi sau locuitori ai Insulelor Pacificului (5.980)
- 2,9 % două sau mai multe rase (233.400)
- 3,1 % altă rasă (254.278)
- 7,9 % hispanici sau latino (de orice rasă) (631.825)